# Wettinia praemorsa
Wettinia praemorsa là loài thực vật có hoa thuộc họ Arecaceae. Loài này được (Willd.) Wess.Boer miêu tả khoa học đầu tiên năm 1988.